# Сен-Мишель-ан-Грев
Сен-Мише́ль-ан-Грев (фр. Saint-Michel-en-Grève, брет. Lokmikael-an-Traezh) — коммуна во Франции, находится в регионе Бретань. Департамент — Кот-д’Армор. Входит в состав кантона Плестен-ле-Грев. Округ коммуны — Ланьон.
Код INSEE коммуны — 22319.

## География
Коммуна расположена приблизительно в 440 км к западу от Парижа, в 155 км северо-западнее Ренна, в 65 км к западу от Сен-Бриё.
Коммуна расположена на южном берегу пролива Ла-Манш.

## Население
Население коммуны на 2016 год составляло 453 человека.
| 1962 | 1968 | 1975 | 1982 | 1990 | 1999 | 2008 | 2016 |
| ---- | ---- | ---- | ---- | ---- | ---- | ---- | ---- |
| 363  | 372  | 382  | 398  | 376  | 405  | 483  | 453  |

## Экономика
В 2007 году среди 294 человек в трудоспособном возрасте (15—64 лет) 220 были экономически активными, 74 — неактивными (показатель активности — 74,8 %, в 1999 году было 67,7 %). Из 220 активных работали 191 человек (98 мужчин и 93 женщины), безработных было 29 (15 мужчин и 14 женщин). Среди 74 неактивных 22 человека были учениками или студентами, 38 — пенсионерами, 14 были неактивными по другим причинам.

## Достопримечательности
- Церковь Сен-Мишель (XVII век). Исторический памятник с 1926 года[3]
  - Купель (XVII век). Исторический памятник с 1970 года[4]
  - Потир (XVII век). Высота — 24 см; диаметр — 14,8 см. Исторический памятник с 1955 года[5]
- Часовня Св. Женевьевы
- Морское кладбище

## Фотогалерея

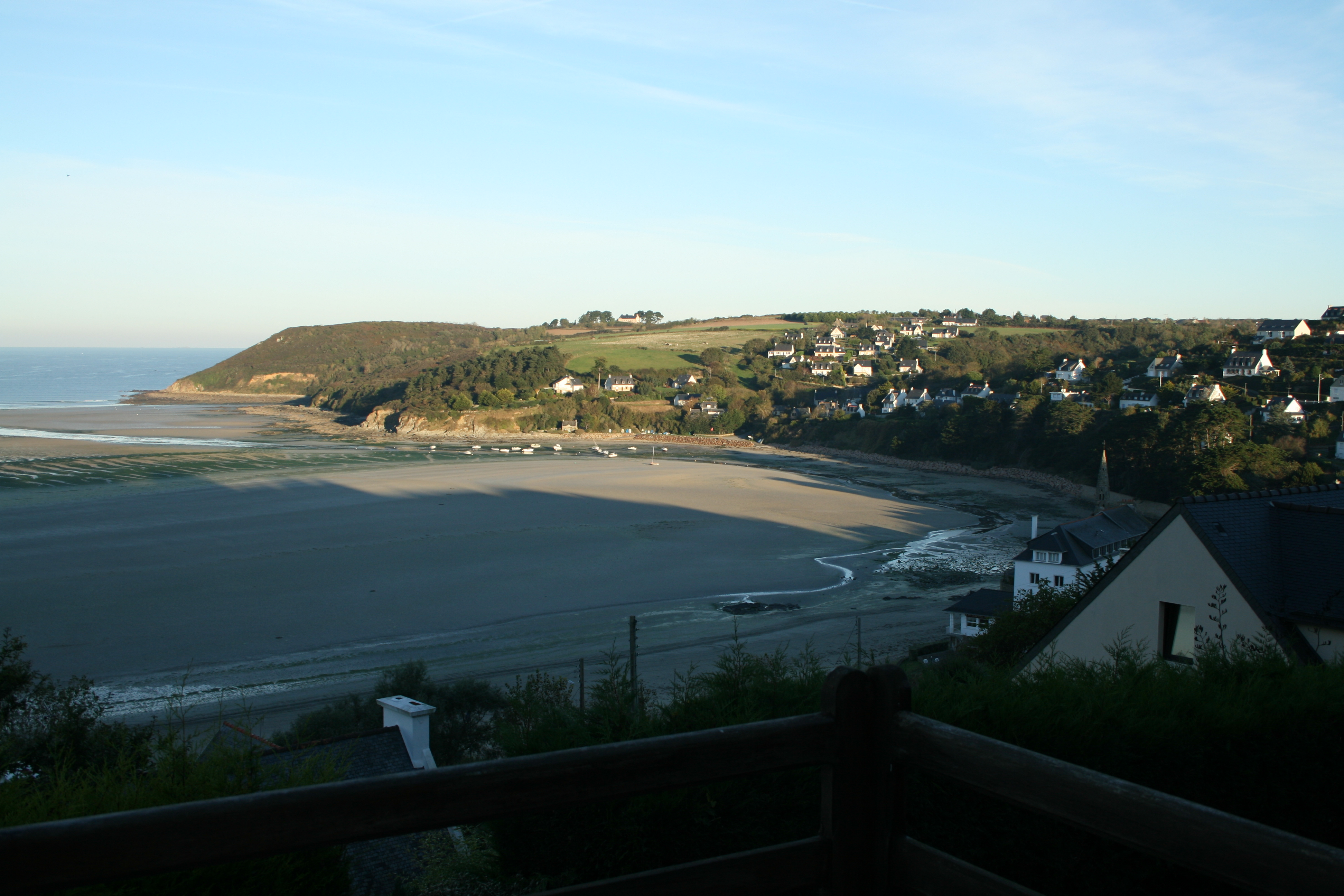
Сен-Мишель-ан-Грев
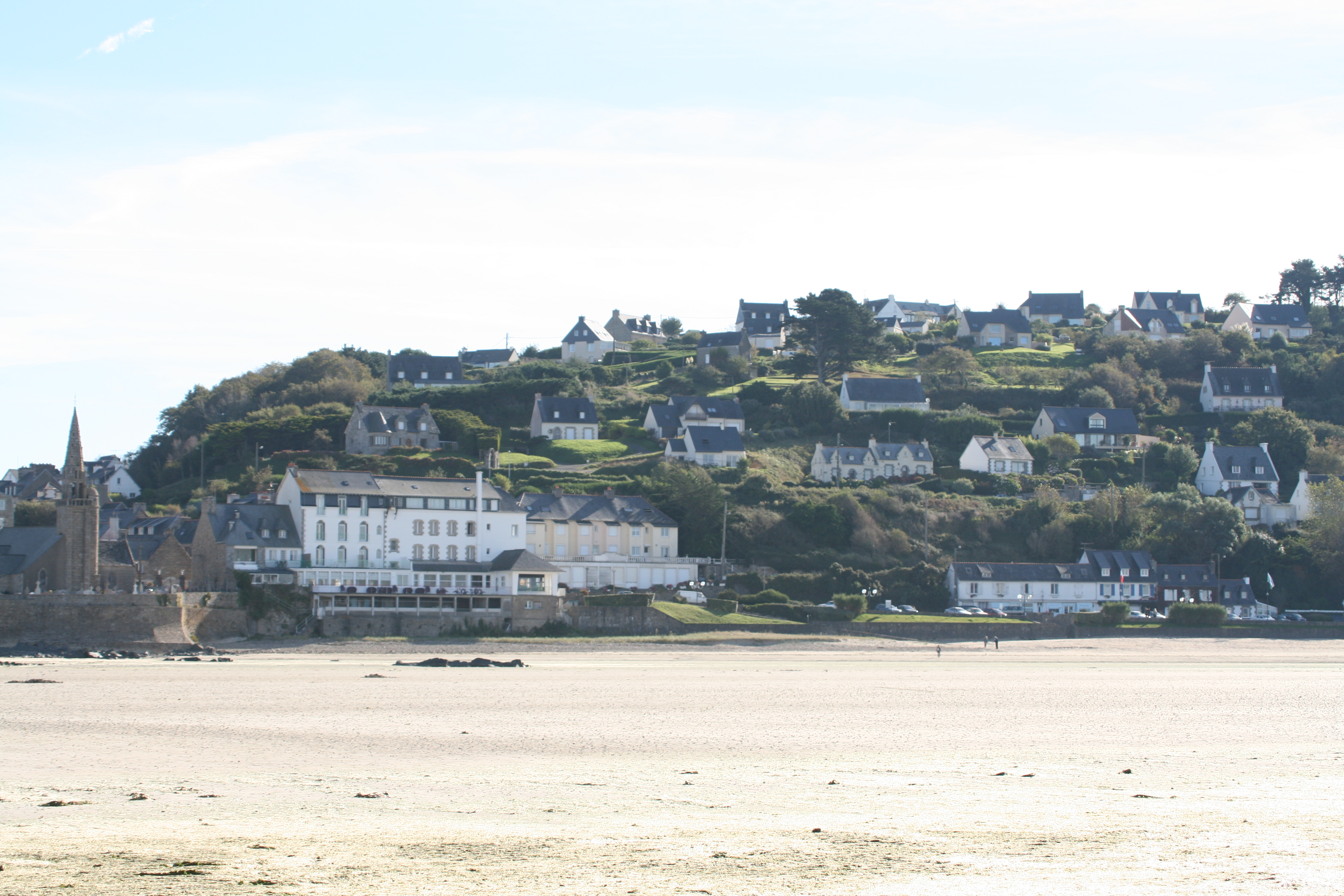
Сен-Мишель-ан-Грев
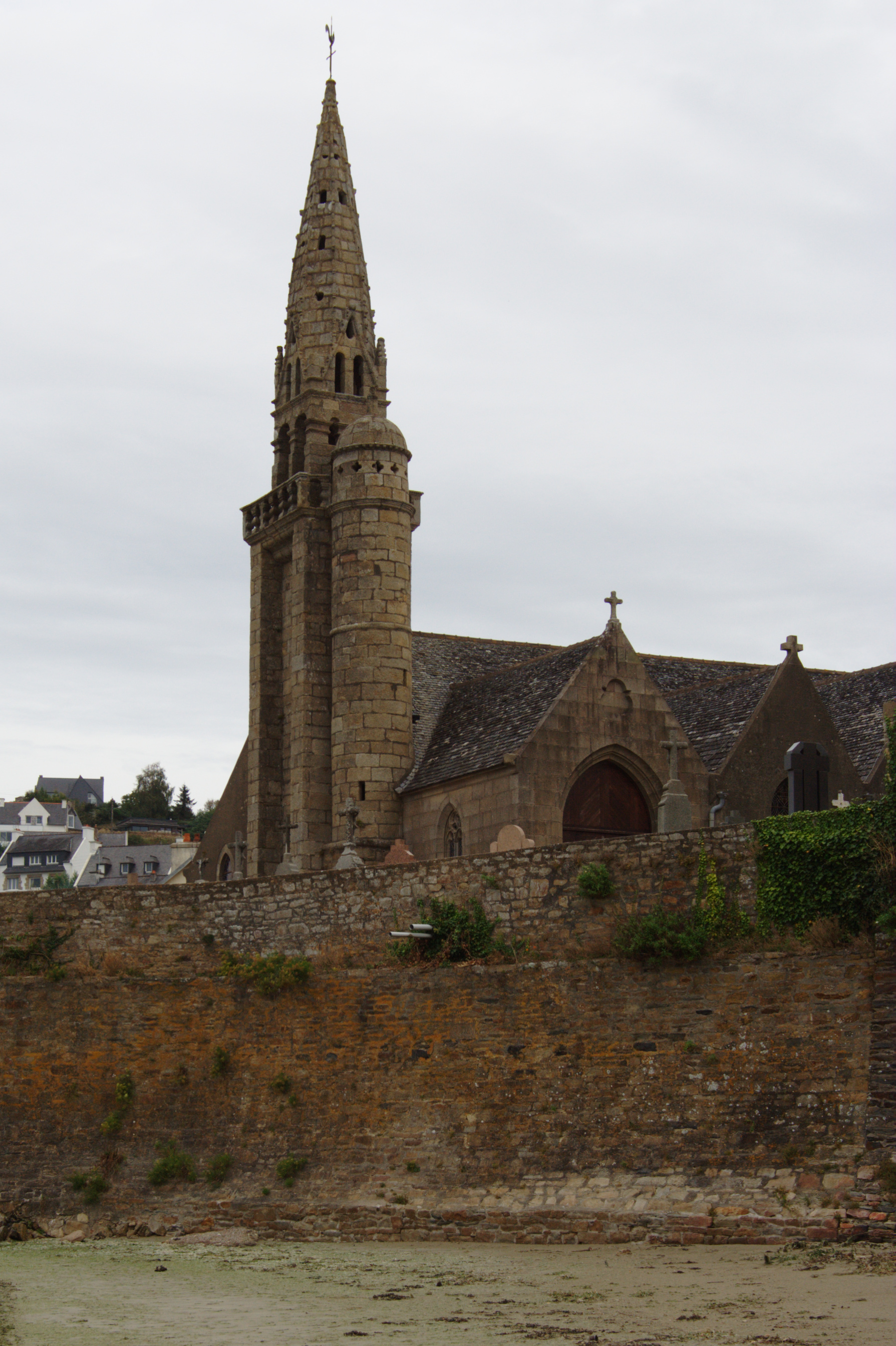
Церковь Сен-Мишель
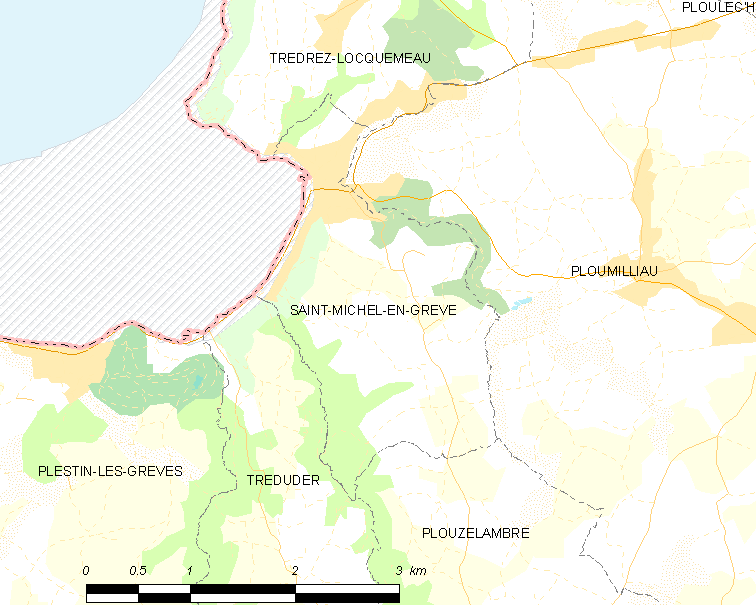
Карта коммуны